# Intoxicação por cocaína
A intoxicação por cocaína se refere aos efeitos imediatos e deletérios da cocaína no corpo. Embora a intoxicação e a dependência de cocaína possam estar presentes no mesmo indivíduo, essas síndromes apresentam sintomas diferentes. 

## Sinais e sintomas
A cocaína aumenta a atenção, sentimentos de bem-estar, euforia, energia, competência, sociabilidade e sexualidade. Os efeitos colaterais comuns incluem ansiedade, aumento da temperatura, paranóia, inquietação e ranger de dentes. Com o uso prolongado, o medicamento pode causar insônia, perda de peso, anorexia, taquicardia, alucinações e delírios paranóicos. Os possíveis efeitos colaterais letais incluem batimento cardíaco acelerado, ritmos cardíacos anormais, tremores, convulsões, temperatura central acentuadamente aumentada, insuficiência renal, ataque cardíaco, derrame e insuficiência cardíaca.
Depressão com ideação suicida pode se desenvolver em pessoas que fazem uso pesado da droga. Com o tempo, ocorre perda de transportadores de monoamina vesicular, proteínas de neurofilamentos e outras alterações morfológicas são exemplos dos danos a longo prazo ao neurotransmissor dopamina.  O uso intranasal crônico pode degradar a cartilagem que separa as narinas (septo nasal), o que pode levar ao seu desaparecimento completo.
Estudos demonstraram que o uso de cocaína durante a gravidez desencadeia o parto prematuro e pode levar a um descolamento da placenta.

### Overdose

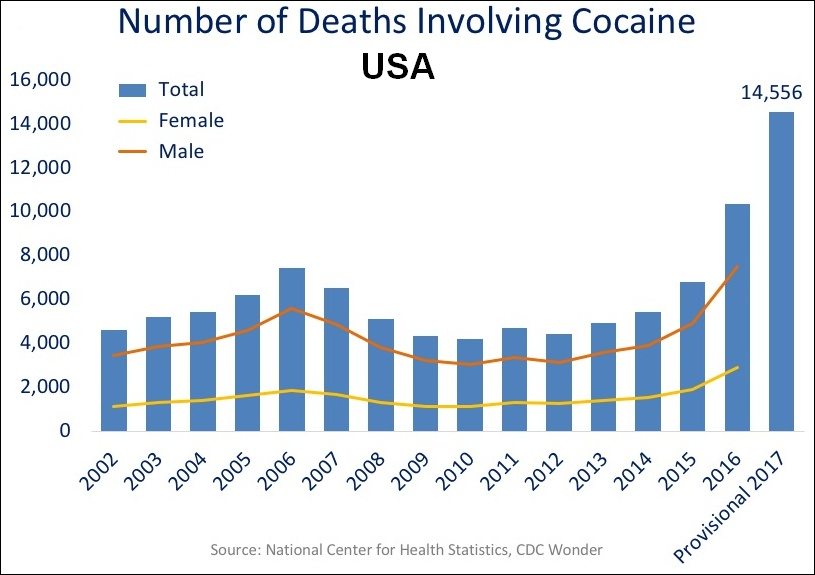
Mortes por overdose anuais nos EUA envolvendo cocaína.

A cocaína pode ser aspirada, engolida, injetada ou fumada. A maioria das mortes devido à cocaína ocorre acidentalmnte, mas também pode ser o resultado de enchimento do corpo com cápsulas que se rompem dentro do trato gastrointestinal. O uso de cocaína causa arritmia cardíaca e uma elevação acentuada da pressão arterial (hipertensão), que pode ser fatal. Isso pode levar à morte por infarto agudo do miocárdio, insuficiência respiratória, acidente vascular cerebral (AVC), hemorragia cerebral ou insuficiência cardíaca. A overdose por cocaína pode resultar em hipertermia, pois a estimulação e o aumento da atividade muscular aumentam o calor. A perda de calor também é inibida pela vasoconstrição induzida por cocaína. A cocaína e/ou hipertermia associada podem causar destruição das células musculares (rabdomiólise) e mioglobinúria, resultando em insuficiência renal . Indivíduos com overdose de cocaína devem ser transportados imediatamente para o pronto-socorro mais próximo, de preferência em ambulância, caso ocorra uma parada cardíaca no caminho. De acordo com o Instituto Nacional de Abuso de Drogas, aproximadamente 14.600 mortes ocorreram nos EUA em 2017 devido a overdose de cocaína. Alguns sinais de overdose de cocaína são: dificuldade para respirar, perda de controle da urina, cor azulada da pele, perda de consciência e pressão alta. Embora não seja tão comum, a morte pode ser causada por intoxicação excessiva pela cocaína. As overdoses mais graves ocorrem quando os usuários combinam cocaína com outras substâncias como álcool ou heroína, o que aumenta os efeitos e aumenta as chances de uma overdose perigosa. O tratamento de uma overdose pode ser feito trazendo de volta o fluxo sanguíneo para o coração e restaurando o corpo com sangue rico em oxigênio, especialmente para o cérebro, a fim de reduzir o risco de derrame.  As overdoses de cocaína flutuaram ao longo dos anos. De 2006 a 2010, houve um declínio no número de casos notificados. No entanto, de 2010 a 2015, houve um aumento nos casos relatados envolvendo intoxicação por cocaína. Quanto ao gênero, verificou-se que os homens têm uma chance muito maior de sofrer uma overdose em relação às mulheres. A proporção de overdoses de cocaína para homens e mulheres é de 3:1.

### Abstinência
A retirada de cocaína não é tão grave quanto a retirada de outras substâncias. Por exemplo, substâncias como álcool e benzodiazepínicos podem envolver graves sintomas de abstinência física, enquanto a cocaína resulta principalmente em sintomas psicológicos. As mudanças fisiológicas causadas pela retirada da cocaína incluem sonhos vívidos e desagradáveis, insônia, hipersonia, raiva, aumento do apetite, ganho de peso, retardo psicomotor, agitação, depressão e ansiedade. Segundo um estudo realizado por Gawin e Kleber em 1986, existem três fases no processo de retirada. Eles observaram o comportamento de 30 indivíduos dependentes de cocaína. A primeira fase, o acidente, é caracterizada por disforia aguda, irritabilidade e ansiedade, aumento do desejo de dormir, exaustão, aumento do apetite, diminuição do desejo de usar. A fase dois, retirada, é caracterizada pelo aumento do desejo de usar, baixa concentração, alguma irritabilidade e alguma letargia, que persistiram por até 10 semanas. Por fim, a fase três é caracterizada pelo desejo intermitente de usar no contexto de sugestões externas. A cocaína e seus metabólitos são completamente eliminados do corpo por 3 dias. Não existem medicamentos aprovados pela FDA que ajudem especificamente a tratar a abstinência de cocaína; no entanto, existem alguns medicamentos úteis que podem ajudar as pessoas a superar seu vício. Um exemplo é o propranolol. O propranolol é um bloqueador beta aprovado para tratar hipertensão, angina, ansiedade e outros problemas psicológicos relacionados. A buprenorfina e a naltrexona são duas substâncias que atuam como um tratamento eficaz nos estágios iniciais da abstinência. 

## Fisiopatologia
A farmacodinâmica da cocaína envolve múltiplos mecanismos, embora sua meia-vida seja curta (~1 hora). A droga se liga e bloqueia transportadores de recaptação de monoamina (dopamina, epinefrina, noradrenalina e serotonina) com igual afinidade. As monoaminas se acumulam na fenda sináptica, resultando em efeitos simpáticos aumentados e prolongados. O efeito agudo da cocaína no sistema nervoso central é aumentar a quantidade de dopamina e serotonina no núcleo accumbens (o centro de prazer no cérebro). Quando esse efeito cessa devido ao metabolismo da cocaína, ocorre esgotamento dos neurotransmissores associados e à regulação negativa do receptor (taquifilaxia), o usuário da cocaína pode apresentar disforia por causa do cessar da droga. As principais ações da cocaína no sistema cardiovascular são a estimulação dos receptores alfa e beta-1- adrenérgico, resultando em aumento da freqüência cardíaca, pressão arterial sistêmica e contratilidade miocárdica, que são os principais determinantes da demanda miocárdica de oxigênio. A cocaína e seus metabólitos podem causar vasoconstrição arterial horas após o uso. As artérias coronárias epicárdicas são especialmente vulneráveis a esses efeitos, levando à diminuição do suprimento de oxigênio do miocárdio. A ativação plaquetária e a formação de trombos induzidas por cocaína são outro efeito deletério, causado pelo aumento da agregação plaquetária mediada por alfa-adrenérgico e difosfato de adenosina. O inibidor do plasminogênio também é aumentado após o uso de cocaína, promovendo, assim, a trombose. Semelhante aos anestésicos locais, como a lidocaína, a cocaína bloqueia os canais de sódio e interfere na propagação do potencial de ação. Também aumenta o risco de distúrbios de condução e taquiarritmias. Além de sua toxicidade, a cocaína tem como alvo acetilcolina muscarínica, N-metil-D-aspartato (NMDA), sigma e receptores κ (kappa- opióides).

## Primeiros socorros

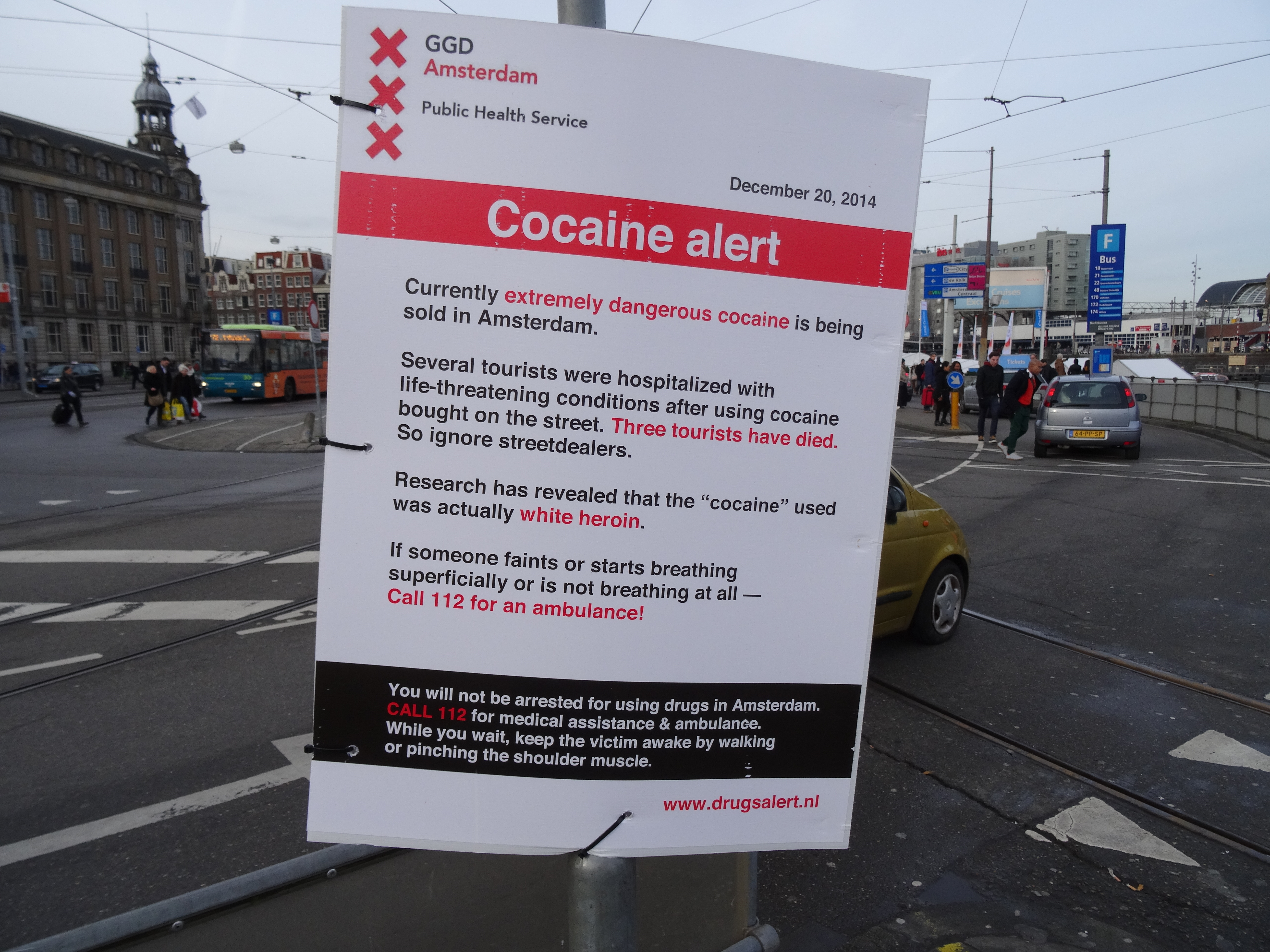
Uma placa de "alerta de cocaína" em Amsterdam: a placa lembra as pessoas de "Ligar para uma ambulância".

O tratamento de emergência da alta temperatura corporal associada à cocaína consiste em fornecer um benzodiazepínico e um resfriamento físico. O resfriamento é melhor realizado com nebulização com água morna e resfriamento com um ventilador. Não há antídoto específico para a cocaína. A dor no peito, a pressão alta e o aumento da freqüência cardíaca causados pela cocaína também podem ser tratados com benzodiazepínicos. Pode ser necessária uma dose múltipla e progressiva de benzodiazepínicos para alcançar o efeito, o que aumenta o risco de sedação excessiva e depressão respiratória. Uma análise da toxicidade cardiovascular da cocaína constatou que os benzodiazepínicos nem sempre podem diminuir com segurança a freqüência cardíaca e a pressão arterial.
Os vasodilatadores mediados pelo óxido nítrico, como nitroglicerina e nitroprussiato, são eficazes na redução da pressão arterial e na reversão da vasoconstrição arterial coronariana, mas não na freqüência cardíaca. A nitroglicerina é útil para dores no peito induzidas por cocaína, mas a possibilidade de taquicardia reflexa deve ser considerada. Bloqueadores alfa como a fentolamina têm sido recomendados e podem ser usados no tratamento da hipertensão induzida por cocaína e vasoconstrição arterial coronariana, mas esses agentes não reduzem a freqüência cardíaca. Além disso, a fentolamina é pouco usada e não está prontamente disponível em muitos departamentos de emergência, e muitos clínicos atuais não estão familiarizados com o seu uso. Os bloqueadores dos canais de cálcio também podem ser usados para tratar hipertensão e vasoconstrição arterial coronariana, mas não diminuem a taquicardia com base em todos os estudos relacionados à cocaína. Os bloqueadores dos canais de cálcio não di-hidropiridínicos, como diltiazem e verapamil, são preferíveis, pois os agentes di-hidropiridínicos, como a nifedipina, apresentam risco muito maior de taquicardia reflexa. 
As pessoas que sofrem intoxicação por cocaína são melhor tratadas com benzodiazepínicos, embora antipsicóticos como o haloperidol e a olanzapina também possam ser úteis. O agonista alfa-2 dexmedetomidina também pode ser útil para casos em que há agitação, mas os efeitos na freqüência cardíaca e pressão arterial são variáveis com base em vários estudos e relatos de casos. A lidocaína e a emulsão lipídica intravenosa foram usadas com sucesso para taquiarritmias ventriculares graves em vários relatos de casos. 

### Betabloqueadores
O uso de betabloqueadores para a toxicidade da cocaína tem sido uma contra-indicação relativa, apesar das evidências limitadas. O fenômeno da “estimulação alfa sem oposição”, na qual a pressão arterial aumenta e/ou a vasoconstrição da artéria coronária piora após o bloqueio da vasodilatação beta-2 em pessoas que usam cocaína, é um tópico controverso. Esse efeito adverso raramente encontrado e imprevisível resultou em alguns clínicos que defendiam uma contra-indicação absoluta de todos os betabloqueadores, incluindo específicos, inespecíficos e mistos. Muitos médicos desconsideram esse dogma e administram betabloqueadores para dor no peito relacionada à cocaína e síndrome coronariana aguda, especialmente quando há isquemia por demanda de taquicardia não controlada. Das 1.744 pessoas na revisão sistemática acima mencionada, apenas 7 eventos adversos ocorreram em casos putativos de “estimulação alfa sem oposição” devido ao propranolol (n = 3), esmolol (n = 3) e metoprolol (n = 1 ). Alguns médicos contrários à aplicação dos betabloqueadores para dor no peito induzida por cocaína citam que a mortalidade aguda mínima e meia-vida curta do medicamento tornam desnecessário o tratamento agressivo de taquicardia e hipertensão associadas. No entanto, o efeito a longo prazo do uso de cocaína e o desenvolvimento de insuficiência cardíaca, com mortalidade precoce, alta morbidade e a demanda na utilização hospitalar devem ser levados em consideração.
O betabloqueador misto labetalol demonstrou ser seguro e eficaz para o tratamento concomitante de pressão alta e taquicardia induzidas por cocaína, sem nenhuma “estimulação alfa sem oposição” registrada. O uso de labetalol é aprovado por uma diretriz da Associação Americana do Coração para pessoas que usaram cocaína e metanfetamina com angina instável.